# Orientopus
Orientopus yodoensis, és una Espècie d'aranya araneomorfa de la subfamília Erigoninae, dins de la família Linyphiidae. És l'únic membre del gènere monotípic Orientopus. Es pot trobar al Japó, Xina i Corea.
Fou descrit per primera vegada per Kiril Ieskov l'any 1992.
És sinònim de l'espècie  Lophomma yodoensis Oi, 1960